# Antoine Boussombo
Antoine Boussombo (18 maggio 1968) è un ex velocista gabonese, specializzato nei 200 metri piani.

## Biografia
Boussombo ha gareggiato per il Gabon a quattro edizioni consecutive dei Mondiali dal 1995 al 2001. Ha anche preso parte a due edizioni dei Giochi olimpici ad Atlanta 1996 e a Sydney 2000. Maggior successo ha riscontrato in competizioni regionali o di settore, come i Giochi della Francofonia in cui ha vinto due medaglie di bronzo nell'edizione 1997 in Madagascar.
Ritiratosi dalla nazionale gabonese nel 2001, Boussombo si è trasferito in Alberta - ottenendo la cittadinanza canadese - dove oltre a competere in alcuni gare del circuito master è diventato allenatore e insegnante di educazione fisica ad Edmonton.

## Palmarès
| Anno | Manifestazione           | Sede         | Evento      | Risultato        | Prestazione | Note |
| ---- | ------------------------ | ------------ | ----------- | ---------------- | ----------- | ---- |
| 1994 | Giochi della Francofonia | Bondoufle    | 200 m piani | 7º               | 21"60       |      |
| 1995 | Mondiali                 | Göteborg     | 200 m piani | Batteria         | 21"32       |      |
| 1996 | Giochi olimpici          | Atlanta      | 200 m piani | Batteria         | 21"06       |      |
| 1996 | Giochi olimpici          | Atlanta      | 4×100 m     | Batteria         | 39"97       |      |
| 1997 | Mondiali                 | Atene        | 200 m piani | Batteria         | 20"79       |      |
| 1997 | Giochi della Francofonia | Antananarivo | 100 m piani | Bronzo           | 10"42       |      |
| 1997 | Giochi della Francofonia | Antananarivo | 200 m piani | Bronzo           | 21"00       |      |
| 1998 | Campionati africani      | Dakar        | 200 m piani | 8º               | 21"05       |      |
| 1999 | Mondiali indoor          | Maebashi     | 60 m piani  | dns              | dns         |      |
| 1999 | Mondiali                 | Siviglia     | 200 m piani | Quarti di finale | 20"74       |      |
| 1999 | Giochi panafricani       | Johannesburg | 200 m piani | 4º               | 20"70       |      |
| 2000 | Campionati africani      | Algeri       | 200 m piani | 4º               | 20"86       |      |
| 2000 | Giochi olimpici          | Sydney       | 100 m piani | Quarti di finale | 10"27       |      |
| 2000 | Giochi olimpici          | Sydney       | 200 m piani | Quarti di finale | 20"71       |      |
| 2001 | Mondiali                 | Edmonton     | 200 m piani | Quarti di finale | dns         |      |
| 2001 | Giochi della Francofonia | Ottawa       | 100 m piani | Semifinale       | dq          |      |
| 2001 | Giochi della Francofonia | Ottawa       | 200 m piani | 6º               | 21"22       |      |